# Thaumetopoea orana
Thaumetopoea orana är en fjärilsart som beskrevs av Otto Staudinger 1901. Thaumetopoea orana ingår i släktet Thaumetopoea och familjen tandspinnare. Inga underarter finns listade i Catalogue of Life.